# Graffenrieda glandulosa
Graffenrieda glandulosa är en tvåhjärtbladig växtart som beskrevs av Renato Goldenberg och J. Meirelles. Graffenrieda glandulosa ingår i släktet Graffenrieda och familjen Melastomataceae. Inga underarter finns listade i Catalogue of Life.